# Eriostethus pulcherrimus
Eriostethus pulcherrimus är en stekelart som beskrevs av Morley 1914. Eriostethus pulcherrimus ingår i släktet Eriostethus och familjen brokparasitsteklar. Inga underarter finns listade i Catalogue of Life.